# Paris-Roubaix de 1896
A 1.ª edição da Paris-Roubaix teve lugar a 19 de abril de 1896 e foi vencida por um alemão, Josef Fischer. A prova contava com 280 quilómetros e o vencedor finalizou-a em 9h 17' com 30.162 km/h em media. Tomaram a saída 51 corredores dos que 45 eram profissionais e 6 eram amadoras. A corrida foi criada no mesmo ano que a Paris-Tours.

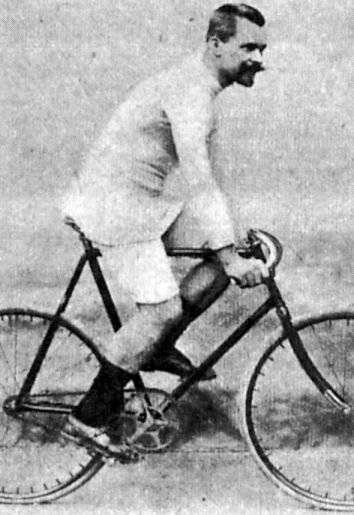
Josef Fischer, vencedor da primeira edição da Paris-Roubaix, em 1896

## Classificação final
|    | Ciclista             | Equip | Temps        |
| -- | -------------------- | ----- | ------------ |
| 1  | Josef Fischer        | -     | 9h 17' 00"   |
| 2  | Charles Meyer        | -     | + 25' 00"    |
| 3  | Maurice Garin        | -     | + 28' 00"    |
| 4  | Arthur Linton        | -     | + 45' 00"    |
| 5  | Lucien Stein         | -     | + 1h 01' 00" |
| 6  | Boinet               | -     | + 1h 01' 50" |
| 7  | Emile Van Berendonck | -     | + 1h 07' 50" |
| 8  | Henri Aries          | -     | + 1h 43' 00" |
| 9  | Gaston Pachot        | -     | + 2h 02' 00" |
| 10 | Pierre Mercier       | -     | + 2h 16' 00" |